# بن هي (قيلاب)
بن هي (بالفارسية: بن‌هنی) هي قرية تقع في قسم قيلاب الريفي، بمقاطعة أنديمشك التابعة لمحافظة خوزستان، إيران. يقدر عدد سكانها بـ 166 نسمة حسب الإحصاء السكاني الذي تمّ في عام 2006.